# Khentrul Jamphel Lodrö Rinpoche
Khentrul Jamphel Lodrö Rinpoché (Tạng ngữ: ཤར་མཁན་སྤྲུལ་འཇམ་དཔལ་བློ་གྲོས།, Wylie: shar mkhan sprul 'jam dpal blo gros), (sinh năm 1968), là một vị Đạo sư Phật giáo Tây Tạng thuộc về Bất Bộ Phái. Shar Khentrul Jamphel Lodro Rinpoché giảng dạy chuyên môn về truyền thống của Pháp Tu phổ thông Thời Luân (Kalachakra) theo dòng truyền thừa Jonang của Phật giáo Tây Tạng (Tibetan Buddhism). Ngài là đương kim Giám đốc Tâm Linh và là vị Sáng Lập của Viện Phật giáo Tây Tạng Bất Bộ Phái (Anh ngữ là Tibetan Buddhist Rimé Institute hoặc Tạng ngữ là Tong Zuk Dechen Ling (Tạng ngữ). Ngài đã dịch toàn bộ nghi quỹ hành trì Thời Luân Pháp của dòng truyền Jonang Thời Luân và các giáo huấn hành trì cốt yếu sang Anh ngữ và Hoa ngữ.